# غروس فالينستوك
غروس فالينستوك (بالإنجليزية: Gross Walenstock)‏ هو أحد جبال سلسلة جبال الألب أوري وجزء من القمة الأم Rigidalstock يقع في كانتون نيدفالدن وكانتون أوبفالدن, سويسرا. يبلغ ارتفاع الجبل حوالي 2572 متر، بينما يبلغ ارتفاع نتوء الجبل 32 متر.